# Яшин, Пётр Михайлович
Я́шин Пётр Миха́йлович (1913—1992) — советский удмуртский журналист, редактор, переводчик. Заслуженный работник культуры Удмуртии. Участник Великой Отечественной войны. Старший лейтенант. Первый председатель Союза журналистов Удмуртии (1959—1962). Директор издательства «Удмуртия» (1961—1975).

## Биография
Яшин Пётр Михайлович родился 3 декабря 1913 года в селе Шаркан Шарканского района Вятской губернии (ныне Удмуртия).
Призван в 1940 году Азинским РВК Ижевска, на фронте с декабря 1941 года. Воевал на Ленинградском фронте, был парторгом миномётного взвода 534-го армейского миномётного полка 42-й армии. 15 января 1944 году ранен осколом в ногу и руку, вследствие чего стал инвалидом. Награждён Орденом Красной Звезды.
После войны Пётр Яшин работал инструктором в Удмуртском обкоме партии. В 1947—1961 гг. работал зам. редактора, редактором газеты «Советской Удмуртия».
Первый председатель Союза журналистов Удмуртии (1959—1962 гг.).
Трудился главным редактором, затем — директором издательства «Удмуртия» (1961—1975).
Автор сборника преданий и легенд удмуртского народа «Ватка но Калмез». В соавторстве написал учебник-хрестоматию «Удмурт литература» для 8 класса, выдержавшего около десяти изданий.
Депутат Верховного Совета УАССР 3-5-го созывов. Удостоен двух орденов Трудового Красного Знамени.
Умер в 1992 году.

## Награды
- Орден Красной Звезды (1946)
- два Ордена Трудового Красного Знамени.